# Mahatma Gandhi
Mohāndās Karamchand Gāndhī (in gujarati મોહનદાસ કરમચંદ ગાંધી; in hindī मोहनदास करमचन्द गांधी, AFI: [ˈmoːɦənd̪aːs ˈkərəmtʃənd̪ ˈɡaːnd̪ʱi] ; Porbandar, 2 ottobre 1869 – Nuova Delhi, 30 gennaio 1948) è stato un politico, filosofo e avvocato indiano. È comunemente noto con l'appellativo onorifico di Mahatma (in sanscrito  महात्मा, lett. "grande anima", ma traducibile anche come "venerabile", e per certi versi correlabile al termine occidentale "santo")

Firma di Mahatma Gandhi

Altro suo soprannome è Bapu (in gujarati: બાપુ, traducibile come "padre"). Gandhi è stato uno dei pionieri e dei teorici del satyagraha, un termine coniato da lui stesso, cioè la resistenza all'oppressione tramite la disobbedienza civile di massa che ha portato l'India all'indipendenza. Il satyagraha è fondato sulla satya (verità) e sull'ahimsa (nonviolenza o amore, come dice nella sua autobiografia). Con le sue azioni, Gandhi ha ispirato movimenti di difesa dei diritti civili e personalità quali Martin Luther King, Nelson Mandela e Aung San Suu Kyi.
In India, il giorno della sua nascita, ossia il 2 ottobre, era un giorno festivo. Questa data è stata anche dichiarata Giornata internazionale della nonviolenza dall'Assemblea generale delle Nazioni Unite.

## Biografia
(Mahatma Gandhi)

### Anni giovanili

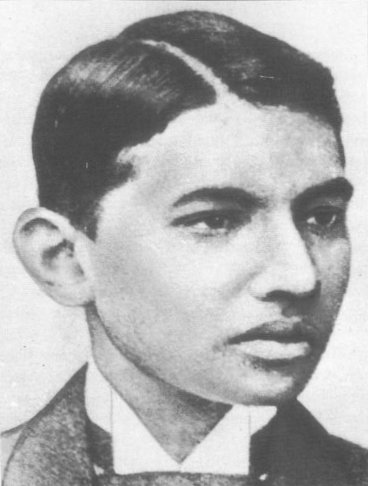
Gandhi studente a Londra

Mohandas Karamchand Gandhi nacque a Porbandar, una città costiera della penisola del Kathiawar, capoluogo dell'omonimo principato, nell'allora Raj britannico (attualmente parte dello stato indiano del Gujarat), il 2 ottobre del 1869 in una benestante famiglia indù modh facente parte della casta dei Baniani, composta da mercanti, commercianti, banchieri, ecc. (il suo stesso cognome, Gandhi, significa "droghiere", benché tanto suo padre quanto suo nonno fossero uomini politici). Il padre, Karamchand Uttamchand Gandhi, fu diwan (primo ministro) del principato presso Rajkot, dove il giovane Gandhi compirà gli studi superiori, mentre la madre, Putlibai, proveniva da una ricca famiglia kṛṣṇaista.
Nei primi anni di scuola, Gandhi si dimostra uno studente nella media, molto timido e impacciato, avido lettore e poco propenso alle attività fisiche. Nel 1882, all'età di 13 anni, Gandhi si sposa, con un matrimonio combinato secondo la tradizione indù, con Kastürbā Gāndhi, anch'ella di soli 13 anni, figlia del ricco uomo d'affari Gokuladas Makharji, di Porbandar.
Gandhi in seguito condannerà più volte "la crudele usanza dei matrimoni infantili". Il primo figlio della coppia morì dopo pochi giorni, in seguito ne ebbero altri quattro, tutti maschi.

#### Il trasferimento in Inghilterra
Nel 1886, all'età di diciotto anni, l'anno dopo la tragica morte del padre, parte per studiare da avvocato presso lo University College di Londra. Considerando l'impossibilità di rispettare i precetti induisti in Inghilterra, la sua casta si oppone alla partenza. Gandhi parte nonostante le discordie e per questo viene dichiarato paria, ovvero "fuori casta" dal capo della sua stessa comunità.
Nella capitale britannica, Gandhi si adattò alle abitudini inglesi, vestendosi e cercando di vivere come un vero gentleman. Qui ebbe l'occasione di incontrare la teosofa Annie Besant e Helena Blavatsky, quest'ultima appena fuggita dall'India dove era stata accusata di frode. Della lettura del libro della Blavatsky The Key to Theosophy (La chiave alla teosofia) e dagli insegnamenti di Annie Besant Gandhi scrisse che: «[...] aveva stimolato in me il desiderio di leggere libri sull'induismo e tolta la nozione curata dai missionari per cui l'induismo era pieno di superstizione». La teosofia rimase in lui ben impressa, tanto che il giorno stesso della sua morte comparirà sulla sua pubblicazione settimanale, Harijan un suo articolo dove egli scrisse: "Sono arrivato alla conclusione che la Teosofia sia l'induismo in teoria, e l'induismo sia la teoria in pratica usata da Gandhi per combattere gli inglesi.". Fu membro associato della Società teosofica.

#### Il ritorno a casa
Due giorni dopo aver superato gli esami finali di Giurisprudenza, parte dall'Inghilterra il 12 giugno del 1891 per far ritorno nella sua terra: una volta sbarcato a Bombay apprende che la sua cara madre, alla quale era molto affezionato, è deceduta. Con l'aiuto del fratello viene riammesso nella sua casa e incomincia a praticare l'avvocatura; avrà però difficoltà a esercitare la sua professione perché le sue conoscenze sono soprattutto teoriche e non conosce ancora bene il diritto indiano. Inoltre è imbarazzato nel parlare in pubblico.

### Movimento dei diritti civili in Sudafrica (1893-1915)

#### L'inizio della militanza
Gandhi si trasferì allora a Rajkot, svolgendo il lavoro di avvocato. Due anni dopo, la ditta indiana Dada Abdullah & C, che commercia nella provincia del Natal, nell'allora Sudafrica britannico, lo incarica di difendere una causa in loco. A questo punto della sua vita Gandhi è un individuo dolce, timido, politicamente indifferente e particolarmente impacciato quando deve parlare in tribunale.

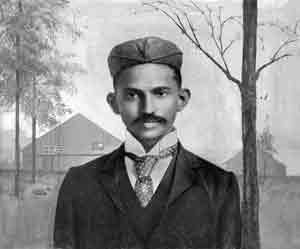
Gandhi in Sudafrica (1895)

In Sudafrica entra in contatto con il fenomeno dell'apartheid, ma anche con il pregiudizio razziale e le condizioni di quasi schiavitù nelle quali vivono i suoi 150.000 connazionali. Questa situazione lo porterà a un'evoluzione interiore profonda. Diversi aneddoti sono stati raccontati direttamente da Gandhi a titolo di «esperienze di verità» e meritano di essere riportati per capire questo cambiamento: un giorno, in un tribunale di Durban, il magistrato gli domanda di togliere il turbante. Gandhi si rifiuta di obbedire e viene espulso dal tribunale. Si fa espellere anche da un treno a Pietermaritzburg, non avendo accettato di passare dal vagone di prima classe a quello di terza classe, dato che possedeva un biglietto valido per la prima classe. In seguito prende una diligenza e il responsabile prima gli vieta di viaggiare all'interno con gli altri passeggeri europei e poi lo picchia perché si rifiuta di spostarsi sul predellino.
Questi incidenti, descritti in diverse biografie come punto di svolta della sua vita, sono anche quelli che hanno agito da catalizzatore per la sua militanza. In quanto testimone diretto dell'intolleranza, del razzismo, dei pregiudizi e dell'ingiustizia verso gli indiani in Sudafrica, Gandhi comincia a riflettere sullo stato del suo popolo e sul proprio posto nella società.
Questi e altri episodi convincono Gandhi a prendere parte attiva nella lotta contro i soprusi a cui sono sottoposti i cittadini indiani nel Natal: scrive numerose lettere di protesta alla stampa, indice a Pretoria una riunione a cui prendono parte tutti i connazionali del Sudafrica, pronunciando il suo primo discorso pubblico e redige una petizione di protesta.

#### Il voto in Natal e la guerra boera
Alla fine del suo contratto, Gandhi si prepara a rientrare in India. Durante la festa di addio indetta in suo onore viene però a sapere che l'assemblea del Natal sta preparando una legge per abolire il diritto di voto degli indiani e per tassarli pesantemente a fine contratto nel caso non ritornino in patria. Questi provvedimenti sono dettati dalla paura per la crescente ricchezza economica della comunità indiana. Gli ospiti di Gandhi gli chiedono di restare per essere aiutati, visto che non dispongono delle competenze per opporsi a questo progetto di legge. Gandhi organizza allora la circolazione di diverse petizioni indirizzate al governo del Natal e a quello britannico contro questa legge. Anche se non può impedirne il voto, questa campagna permette di attirare l'attenzione sulle difficoltà degli indiani in Sudafrica e fa sviluppare lo spirito di solidarietà tra le varie componenti della comunità indiana.
Nel 1893, Gandhi fonda il Natal Indian Congress, di cui diviene il segretario. Questa organizzazione trasformerà la comunità indiana in un'omogenea forza politica.
Dopo un soggiorno di 6 mesi in India (dall'agosto 1896 al gennaio 1897), per informare i compatrioti sulla drammatica situazione degli indiani in Sudafrica, Gandhi torna nel Natal con moglie e figli.
Nel 1899, allo scoppio della seconda guerra boera, Gandhi asserisce la necessità di un concreto supporto alle forze inglesi impegnate nel conflitto da parte della comunità indiana nel Paese, in modo tale da legittimare ulteriormente la loro richiesta di pari diritti agli indiani dell'Impero britannico. Pertanto, organizza un corpo di ambulanzieri volontari composto da 300 indiani liberi e 800 coolie indiani. Al termine della guerra, però, la situazione degli indiani in Sudafrica non migliora, anzi, tende a peggiorare sempre più.

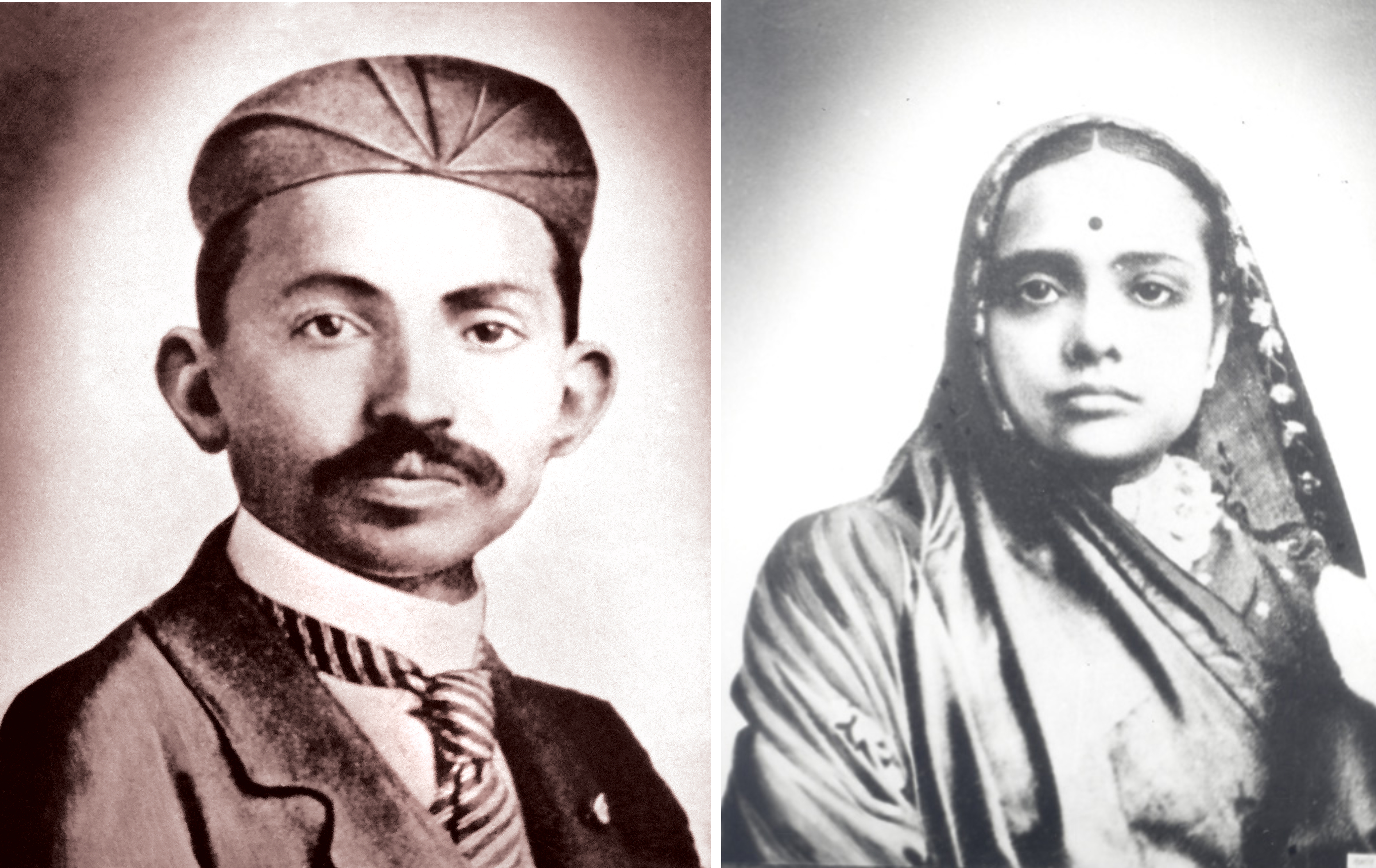
Gandhi e sua moglie Kasturba (1902)

#### L'ashramdi Phoenix
Nel 1902 Gandhi ritorna con la sua famiglia, dove partecipa per la prima volta al Congresso Indiano, da cui ottiene una risoluzione a favore degli indiani del Sudafrica. Nello stesso anno ritorna da solo in Sudafrica, dopo aver girato l'India, in treno su carrozze di terza classe, vestito come un semplice signore.
Ormai leader degli indiani in Sudafrica, contribuisce a fondare nel 1903 il giornale Indian opinion. L'anno successivo lesse con grande interesse i libri sacri dell'induismo e un saggio che lo convinse a operare profondi cambiamenti: Fino all'ultimo (Unto This Last) di John Ruskin. Acquista 100 acri (circa 50 ettari) a Phoenix, presso Durban, dove si stamperà il giornale e dove risiederanno la sua famiglia e i suoi collaboratori. Qui, tutti i membri della comunità, compresi i redattori di Indian opinion partecipano ai lavori agricoli e sono retribuiti con lo stesso salario indipendentemente dalla nazionalità o dal colore della pelle. La fattoria di Phoenix è il primo modello di ashram in cui si pratica, in un regime di vita monastico, la povertà volontaria, il lavoro manuale e la preghiera.
Nel 1906 Gandhi fa voto di castità (brahmacharya) per affrancarsi dai piaceri della carne, elevare lo spirito e liberare energie per le attività umanitarie.
Gandhi comincia proprio in questo centro di preparazione spirituale la pratica del digiuno e smette di consumare latte. Si taglia da solo i capelli e pulisce le latrine, attività che in India era riservata alla casta degli oppressi (paria), che Gandhi chiamava harijan, figli di Hari (Dio). Incita anche sua moglie e i suoi amici a fare la stessa cosa.

#### La primasatyagraha

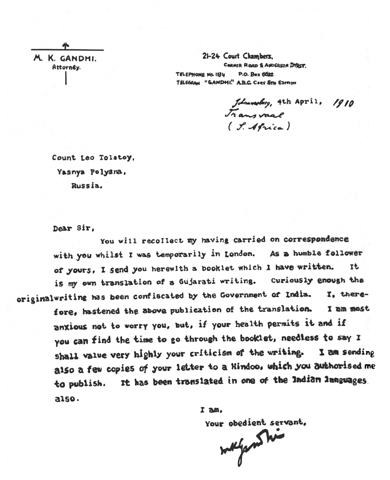
Lettera di Gandhi a Tolstoj (Johannesburg, 4 aprile 1910)

Quando, nel 1905, il Congresso Indiano sfida per la prima volta l'Impero britannico con un boicottaggio di tutte le merci britanniche, proposto da Banerjea Sureundranath, Gandhi vi aderisce. L'anno successivo crea il Corpo Sanitario Indiano per portare assistenza nella guerra contro gli zulu: al suo ritorno dalla guerra il governo del Transvaal vota una nuova legge, di chiaro stampo razzista, che obbliga gli indiani residenti nel Transvaal a essere schedati. Durante una protesta all'Empire Theatre of Varieties di Johannesburg, l'11 settembre 1906, Gandhi adotta per la prima volta la sua metodologia della satyagraha, una nuova parola coniata a seguito di un concorso su Indian opinion, chiamando i suoi compagni a sfidare la nuova legge e a subire le punizioni previste, senza ricorrere alla violenza.
Il piano viene adottato e porta a una lotta che dura sette anni. Migliaia di indiani, tra cui Gandhi, e cinesi vengono imprigionati e frustati per aver scioperato, per essersi rifiutati di iscriversi, per aver bruciato la propria carta di registrazione o per aver resistito in maniera non-violenta. Alcuni di essi furono persino uccisi.
Nel 1908, durante la sua prima prigionia, Gandhi lesse il libro Disobbedienza civile di Henry David Thoreau e l'anno successivo incominciò una corrispondenza con Lev Tolstoj, che dura fino alla morte di quest'ultimo (1910).
Le manifestazioni di protesta s'intensificano quando il governo del Transvaal rende illegali i matrimoni tra non cristiani. La disobbedienza culmina nel 1913 con lo sciopero e la marcia delle donne indiane. Malgrado il successo della repressione dei manifestanti indiani da parte del governo sudafricano, l'opinione pubblica reagisce con vigore ai metodi estremamente duri applicati contro i pacifici manifestanti. Finalmente il generale Jan Christiaan Smuts viene obbligato a negoziare un compromesso con Gandhi. I matrimoni misti ridiventano legali e la tassa, equivalente a sei mesi di salario, imposta agli indiani che vogliano diventare lavoratori liberi, viene abolita: la campagna satyagraha può così essere interrotta.

### Lotta per l'indipendenza dell'India (1914-1946)

#### Il viaggio attraverso l'India
Dopo aver lasciato definitivamente il Sudafrica nel 1914, giunge in Inghilterra al momento dello scoppio della guerra contro la Germania. Qui offre il suo aiuto nel servizio di ambulanza, ma una pleurite mal curata lo costringe a ritornare in India. Vi giunge il 9 gennaio 1915: sbarca nel porto di Mumbai dove viene festeggiato come un eroe nazionale. Il leader del Congresso indiano Gopal Krishna Gokhale gli suggerisce un anno di "silenzio politico", nel corso del quale è invitato a viaggiare in treno per conoscere la vera India. Gandhi accetta e decide di percorrere il paese in lungo e in largo, di villaggio in villaggio, per incontrare l'anima indiana e conoscerne i bisogni. Così, per tutto il 1915, Gandhi viaggia per conoscere la condizione dei villaggi indiani, il cui numero si aggira sui 700 000.
Nel maggio 1915 fonda un âshram nella periferia di Ahmedabad vicino al fiume Sabarmati, con i membri della comunità di Phoenix e altri amici. Questa viene chiamata Satyagraha Ashram. Qui alloggiano 25 uomini e donne che hanno fatto il voto di verità, di celibato o di nubilato, d'ahimsa, di povertà e di servire il popolo indiano.
Nel 1918 partecipa alla Conferenza di Delhi per il reclutamento di truppe indiane e appoggia la proposta per aiutare i britannici nello sforzo bellico. Il suo ragionamento, rifiutato da molti, è che se si desidera la cittadinanza, la libertà e la pace nell'Impero, bisogna anche partecipare alla sua difesa.

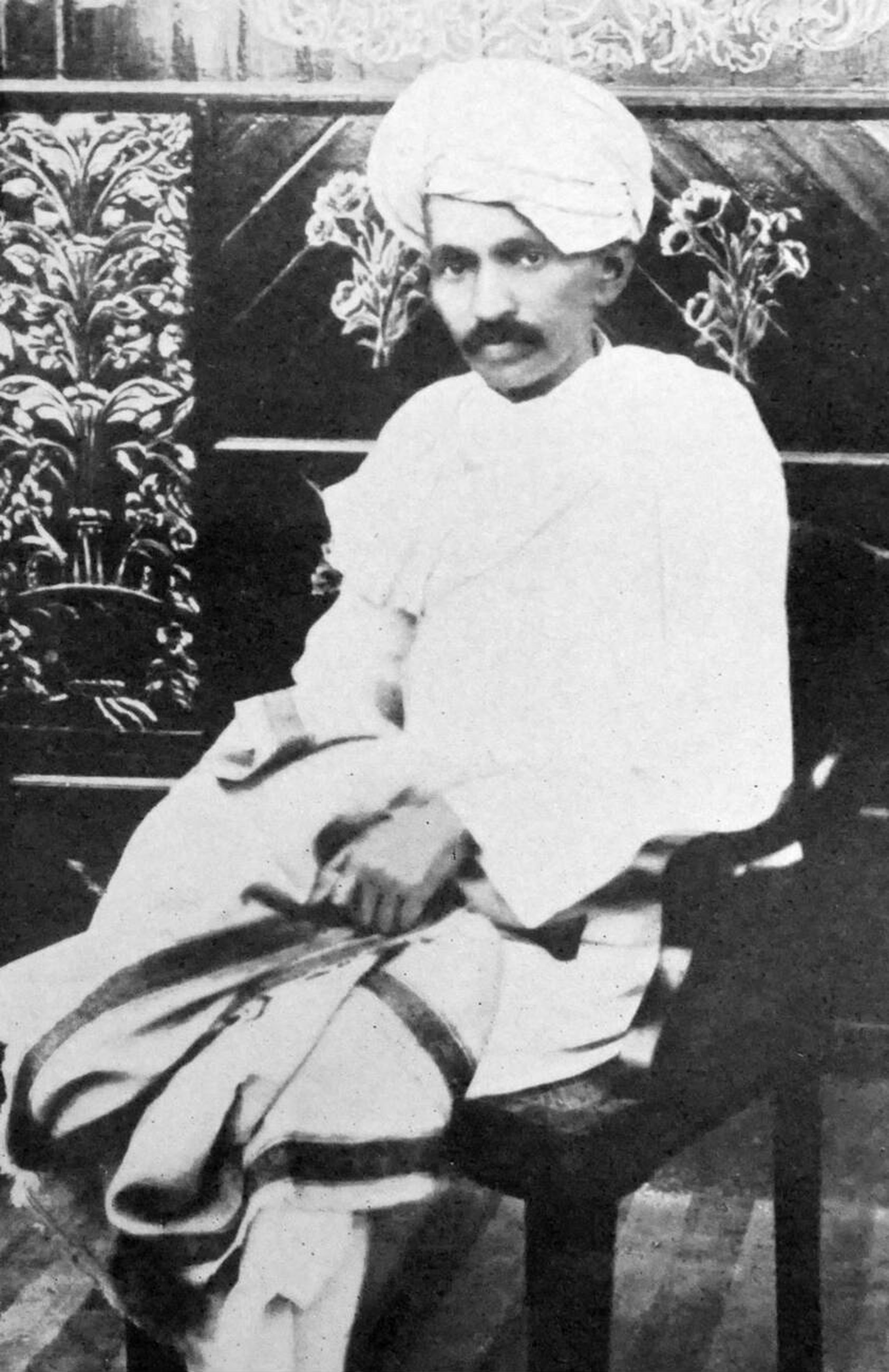
Gandhi nel 1918, durante la satyagraha del Champaran e del Kheda

I primi grandi successi di Gandhi si realizzano negli anni 1917-1918 e si riferiscono all'abolizione dell'immigrazione indiana a termine verso il Sudafrica e alla campagna di satyagraha nel Champaran e nel Kheda.
Nel Champaran, un distretto del Bihar, organizza la disobbedienza civile di decine di migliaia di contadini senza terra che sono costretti a coltivare l'indigofera, la pianta da cui si ricava l'indaco, e altri prodotti di esportazione invece di coltivare gli alimenti necessari alla loro sussistenza. Oppressi dai grandi proprietari britannici, ricevono dei magri compensi, che li riducono in condizioni di povertà estrema.
Gandhi creò un'organizzazione di volontari e col loro aiuto incomincia una campagna di pulizia dei villaggi, la costruzione di scuole e di ospedali.
L'autorità locale tenta di processarlo e il culmine della crisi viene raggiunto quando Gandhi viene arrestato dalla polizia per «turbamento dell'ordine pubblico», ma l'accusa viene ritirata grazie all'efficacia dell'azione di Gandhi e alla presenza di centinaia di migliaia di manifestanti nei pressi del tribunale. Gandhi raccoglie una grande quantità di dichiarazioni scritte dai mezzadri e cerca, senza successo, di dialogare coi proprietari per giungere a un compromesso. Finalmente l'autorità locale prende atto dell'esistenza del problema e istituisce una Commissione, alla quale partecipa Gandhi, col compito di indicare una soluzione. La Commissione si pronuncia a favore dei contadini e ha così fine il sistema vessatorio dei contadini del Champaran.
Quasi contemporaneamente, Gandhi apprende che i contadini del Kheda non ce la fanno a pagare le imposte a causa di una grave carestia. Gandhi organizza i contadini, li istruisce sul satyagraha e promuove il loro sciopero che dura fino a quando si giunge a un accordo, dopo 21 giorni. Questo, seppure non del tutto soddisfacente per Gandhi, dà una grande risonanza al satyagraha, che prende così "piede fermamente sul suolo del Gujarat" segnando il risveglio della coscienza politica indiana.
È da questo momento che Gandhi viene battezzato dal popolo Bapu e la sua fama si estende a tutta l'India.

#### Il massacro di Amritsar
Il 18 marzo 1919 viene approvato dal governo britannico il Rowlatt Act, che estende le restrizioni usate durante la guerra anche in tempo di pace. Gandhi si oppone con un movimento di disobbedienza civile che ha inizio il 6 aprile, con uno spettacolare hartal, uno sciopero generale della nazione con astensione di massa dal lavoro, accompagnato da preghiera e digiuno. Gandhi viene arrestato. Scoppiano disordini in tutta l'India, tra cui il massacro di Amritsar (13 aprile) nel Punjab, durante il quale le truppe britanniche guidate dal generale Edward H. Dyer massacrano centinaia di civili e ne feriscono a migliaia: i rapporti ufficiali parlano di 389 morti e 1.000 feriti, mentre altre fonti parlano di oltre 1.000 morti. Il massacro genera un trauma in tutta la nazione, accrescendo la collera della popolazione. Questo genera diversi atti di violenza, a seguito dei quali Gandhi, facendo autocritica, sospende la campagna satyagraha.
Dopo questo massacro Gandhi critica sia le azioni del Regno Unito, sia le violente rappresaglie degli indiani, esponendo la sua posizione in un toccante discorso nel quale evidenzia il principio che la violenza è malefica e non può essere giustificata.

#### Ingresso in politica, presidenza del Congresso e inizio della non-cooperazione non violenta
Sempre nel 1919, Gandhi entra nel partito del Congresso Nazionale Indiano, l'organizzazione dell'élite politica moderata indiana con la quale si batterà per ottenere l'indipendenza del suo paese. L'obiettivo che Gandhi si prefigge per il movimento anticoloniale è la Swaraj, ovvero un'indipendenza completa: individuale, spirituale e politica (che si realizza nell'autogoverno). Secondo Gandhi tale obiettivo può essere raggiunto solamente attraverso una strategia che pone limiti precisi alla lotta, basandosi esclusivamente sul concetto di satyagraha. Questa nuova linea emargina le correnti radicali del partito del congresso, alcune delle quali proponevano il ricorso ad azioni terroristiche.
Nel 1920 Gandhi prende le difese del Califfato musulmano e riesce a creare un'alleanza tra il partito del Congresso Nazionale Indiano (a maggioranza indù) e il Movimento Khalifat (musulmano). Per Gandhi l'Impero ottomano doveva sopravvivere come strumento di ostacolo all'egemonia britannica. Insieme con il movimento pro-Califfato, promuove una campagna di non cooperazione con gli inglesi.
In poco tempo Gandhi diventa il leader del movimento anticoloniale indiano e nel 1921 diventa il presidente del Partito del Congresso Indiano. Sotto la sua direzione viene approvata una nuova costituzione nella quale si menziona la Swaraj come scopo da raggiungere. L'adesione al partito è aperta a tutti quelli che sono pronti a pagare una partecipazione simbolica. Viene stabilita una gerarchia del comitato per migliorare la disciplina e il partito si trasforma da elitista a un'organizzazione di massa con rappresentatività nazionale.

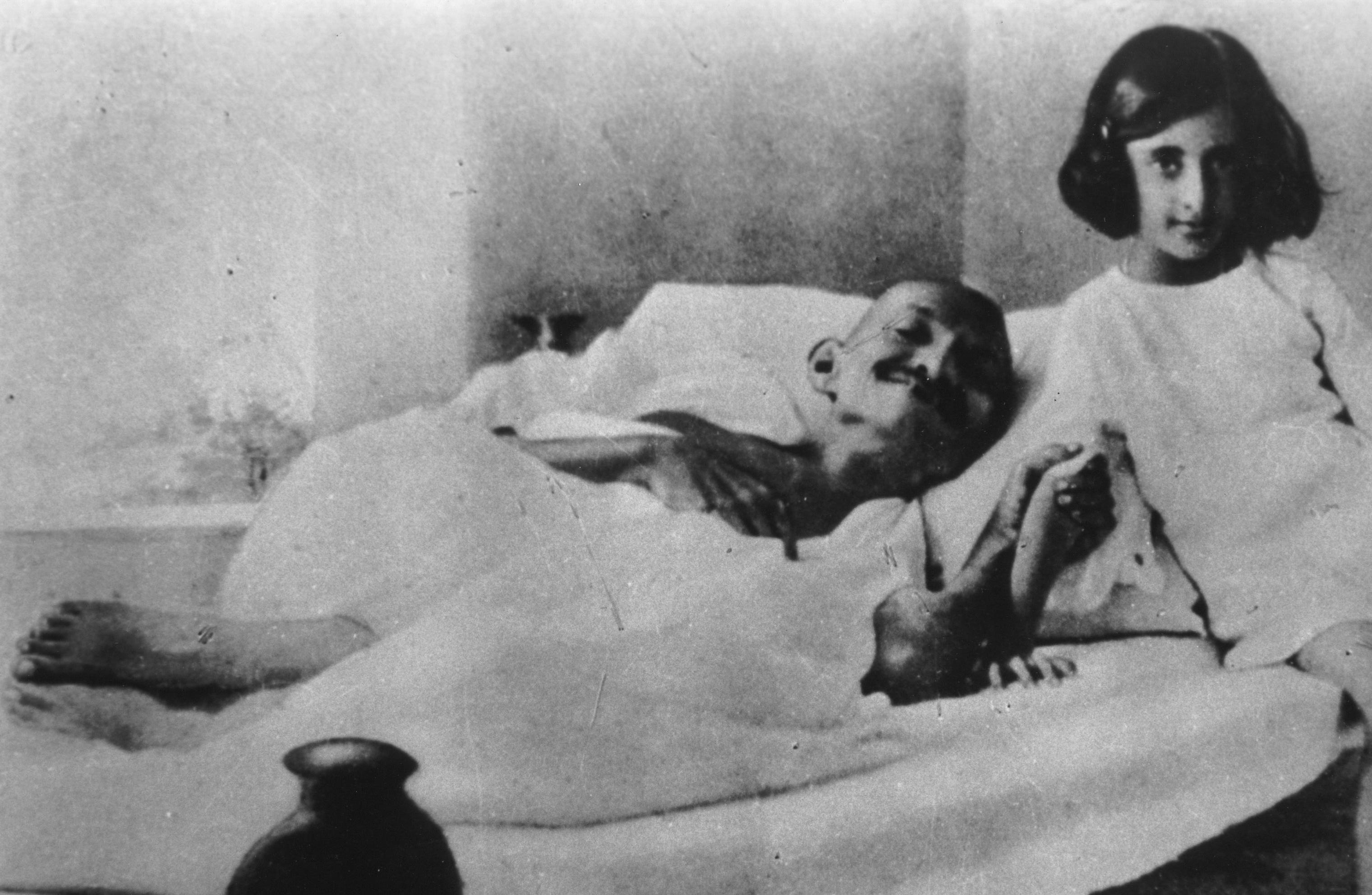
Gandhi nel 1924 durante un digiuno, con la giovane Indira Gandhi, futura prima ministra dell'India

Gandhi allarga il suo principio di nonviolenza al movimento Swadeshi puntando all'autonomia e all'autosufficienza economica del paese, attraverso l'utilizzo dei beni locali, vedendola come una parte del più ampio obiettivo della Swaraj. "Swadeshi" significava "autosufficienza" dell'India dall'economia inglese, puntando sulla produzione interna alla nazione dei prodotti necessari alla popolazione. 
A questo proposito, nell'agosto del 1931, Gandhi aveva affermato:
Ha così inizio il boicottaggio dei prodotti stranieri, in particolare di quelli inglesi; soprattutto un settore viene visto come essenziale, quello tessile:
Se da una parte sprona al boicottaggio delle merci tessili straniere, Gandhi chiede a tutti gli indiani, sia poveri sia ricchi (in un ideale di uguaglianza), di vestire il khadi, vestito filato a mano con l'arcolaio a ruota (il charka) per boicottare le stoffe inglesi. Gandhi propone la produzione casalinga del khadi come soluzione alla povertà dovuta alla disoccupazione invernale dei contadini indiani: almeno un'ora al giorno ogni indiano avrebbe dovuto filare e tessere a mano. Inoltre questa attività permette di includere le donne nel movimento di indipendenza.
Lo stesso Gandhi filava ogni giorno, perfino quando era all'estero, e andava in giro sempre avvolto in un dhoti (abito contadino) bianco, fatto in khadi, che diventerà l'uniforme del Partito del Congresso Indiano.
L'importanza culturale di questa lotta nel settore tessile che Gandhi condusse fece sì che il khadi sarebbe diventato la stoffa simbolo della lotta per l'indipendenza indiana e il khadi sarebbe stato inserito nella bandiera dell'India del 1931 (nella bandiera del 1947 verrà sostituito dal charka), che per legge deve essere tessuto in khadi.
Gandhi si appella inoltre al boicottaggio delle istituzioni giudiziarie e scolastiche, alla dimissione dai posti governativi e al rigetto dei titoli e delle onorificenze britannici.

#### Il massacro di Chauri Chaura
La non-cooperazione ebbe un grande successo, aumentando l'entusiasmo e la partecipazione di tutti gli strati della società indiana. Al momento del suo più grande apogeo si arrestò bruscamente dopo i violenti scontri avvenuti nel febbraio 1922 nella città di Chauri Chaura nell'Uttar Pradesh: un corteo di manifestanti, provocato dalla polizia britannica, reagì furibondo, massacrando e ardendo vivi ventidue poliziotti. Gandhi, profondamente deluso dall'immaturità del popolo indiano e temendo che il movimento si convertisse in un movimento violento, interruppe la campagna di disobbedienza civile e digiunò per cinque giorni. Il 10 marzo 1922 venne arrestato e processato con l'accusa di sovversione. Gandhi si dichiarò colpevole e chiese il massimo della pena: fu condannato a sei anni di prigione. Venne liberato dopo due anni di prigionia, nel febbraio del 1924, a seguito di un'operazione di appendicite.
Durante la permanenza di Gandhi in prigione, mancando la sua personalità unificatrice, il partito del congresso si divise. Apparvero due fazioni: la fazione Swarajista, guidata da Chitta Ranjan Das e da Motilal Nehru, era favorevole alla partecipazione del partito agli organi legislativi indiani. L'altra, che vi si opponeva, era condotta da Chakravarti Râjagopâlâchâri e Sardar Vallabhbhai Patel. Anche la cooperazione tra indù e musulmani, che era stata forte durante la campagna di nonviolenza, si sgretolò completamente con la disfatta del Movimento del Califfato.

#### Gli anni venti
Gandhi si astiene dal provocare agitazioni durante la maggior parte degli anni venti, preferendo risolvere i problemi tra il partito Swaraj e il congresso nazionale indiano. Moltiplica anche le iniziative contro la segregazione degli intoccabili, l'alcolismo, l'ignoranza e la povertà. Tra il 1925 e il 1927, nonostante alcuni problemi di salute, inizia a scrivere la sua autobiografia.
Ritorna in scena nel 1928. L'anno precedente il governo britannico aveva nominato la Commissione Simon per la riforma della costituzione, nella quale sedeva un solo indiano. La commissione viene boicottata da tutti i partiti indiani. Gandhi appoggia la risoluzione del congresso di Calcutta del dicembre 1928 che richiede al viceré Lord Irwin di scegliere tra concedere all'India lo statuto di protettorato (Dominion) o far fronte a una campagna di nonviolenza per ottenere l'indipendenza. Il governo britannico, presieduto dal laburista Ramsay MacDonald, non concede lo statuto di protettorato e il Congresso Indiano, diretto da Jawaharlal Nehru, approva il documento che dichiara il Purna Swaraj, l'indipendenza completa. Il 31 dicembre 1929 viene issata a Lahore la bandiera indiana. Il 26 gennaio 1930 viene celebrato, dal Partito del Congresso Indiano e dalla maggioranza delle organizzazioni indiane, come giorno dell'indipendenza dell'India.

#### La marcia del sale

Gandhi durante la Marcia del sale.

Gandhi annuncia la ripresa della campagna satyagraha. Nel 1930 intraprende una campagna contro la tassa del sale e il regime che l'aveva alzata. Comincia così la celebre marcia del sale che parte con settantotto satyagrahi dall'ashram Sabarmati di Ahmedabad il 12 marzo e termina a Dandi il 6 aprile dopo 380 km di marcia. Arrivati sulle coste dell'Oceano indiano, Gandhi e i suoi sostenitori estraggono il sale in aperta violazione del monopolio reale e vengono imitati dalle migliaia di indiani unitisi durante la marcia.
Questa campagna, una delle più riuscite della storia dell'indipendenza non-violenta dell'India, viene brutalmente repressa dall'impero britannico, che reagisce imprigionando più di 60 000 persone. Anche Gandhi e molti membri del Congresso vengono arrestati. Diversi satyagrahi vengono inoltre picchiati dalle autorità durante i loro tentativi di razzia non-violenta di saline e di depositi di sale.

#### Il viaggio in Europa (Italia) e il ritiro dalla vita politica
Quando nel 1931 Gandhi esce di prigione, il governo britannico, rappresentato dal viceré Lord Edward Irwin, decide di negoziare con lui. Dopo otto lunghi colloqui i due firmano il Patto Gandhi-Irwin (Patto di Delhi) con il quale i britannici s'impegnano a liberare tutti i prigionieri politici, legittimare la raccolta di sale per uso casalingo delle popolazioni costiere e riconoscere il diritto degli indiani di boicottare i tessuti inglesi. Gandhi s'impegna da parte sua a sospendere il movimento di disobbedienza civile.
Oltre a questo Gandhi viene invitato a una tavola rotonda a Londra, come solo rappresentante del Partito del Congresso Indiano, per discutere su una nuova costituzione indiana. Soggiorna per tre mesi in Europa.

Gandhi a Roma

Durante il suo periodo europeo, Gandhi visita anche l'Italia, arrivando a Milano l'11 dicembre del 1931 per poi recarsi immediatamente a Roma. Nella capitale, dove sosta il 12 e 13 dicembre, incontra, tra gli altri, Benito Mussolini, che approfitta della visita per cercare di impressionarlo con l'apparato militare del regime, accogliendolo con tutti gli onori assieme a molti gerarchi fascisti. Di Mussolini Gandhi scriverà:
Anche se in seguito scriverà riguardo al dittatore italiano:
Gandhi visita poi la Cappella Sistina, dove la sua attenzione viene colpita, più che dagli affreschi di Michelangelo, dal Crocifisso dell'altare della cappella. Intorno a quel Crocifisso — che rappresenta un Gesù magrissimo, dimesso e sofferente, ben diverso dal Gesù corpulento, forte e maestoso del Giudizio Universale — il Mahatma indugia per parecchi minuti, esclamando infine: «Non si può fare a meno di commuoversi fino alle lacrime».
Il desiderio di Gandhi sarebbe stato incontrare Papa Pio XI. Ciò però non avvenne: secondo i rapporti fascisti egli si sarebbe rifiutato di ricevere Gandhi perché «non adeguatamente vestito»; secondo altri in realtà le vere motivazioni sarebbero state di carattere diplomatico (perché il Pontefice non voleva attirarsi critiche dall'Inghilterra) o religiose, visto le dichiarate simpatie per il Mahatma da parte di alcune chiese protestanti.
Del breve soggiorno in Italia, la visita di Tat'jana Tolstaja fu l'episodio che fece a Gandhi più piacere.

#### Il ritorno in India
Gandhi torna in India nel 1932 dopo il fallimento della Conferenza. Gli inglesi hanno incentrato la discussione maggiormente sui principi indiani e sulle minoranze, senza affrontare realmente il trasferimento dei poteri dall'impero britannico alle autorità indiane. Nello stesso periodo il successore di Lord Irwin, Freeman-Thomas, primo marchese di Willingdon, incomincia una nuova campagna di repressione contro i nazionalisti e Gandhi viene di nuovo arrestato.
Freeman-Thomas si fa interprete di una linea politica assai rigida nei confronti dei nazionalisti indiani e tenta di ridurre l'influenza del Mahatma isolandolo completamente dai suoi partigiani. La strategia si rivela fallimentare. Nel 1932, quando è ancora rinchiuso nella prigione di Yeravda, Gandhi intraprende un digiuno a oltranza per protestare contro il provvedimento del governo MacDonald che istituisce elettorati separati per gli intoccabili. Per Gandhi infatti è di vitale importanza che le classi depresse si riconoscano come facenti parte dell'induismo e non come comunità religiose al di fuori di esso. A questo scopo è disposto a concedere a B. R. Ambedkar, rappresentante degli intoccabili, più seggi di quanti gliene avessero concessi gli inglesi. Dopo sei giorni di digiuno, quando Gandhi rischia di morire, insieme con Ambedkar giunge a un nuovo accordo (Patto di Yeravda) e il governo britannico revoca il provvedimento precedente.
Nel 1934 Gandhi si ritira dalla vita politica, per lui ormai priva di senso, dichiarando che d'ora in poi incentrerà i suoi sforzi più per una riforma spirituale dell'India che per ottenerne l'indipendenza.

#### Lo scoppio della Seconda guerra mondiale

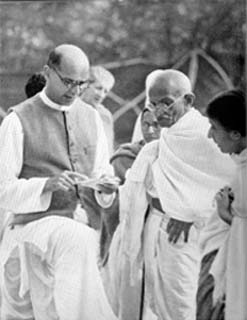
Mahadev Desai (a sinistra) che legge una lettera a Gandhi da parte del viceré a Birla House, Mumbai, il 7 aprile 1939

Nell'estate del 1934 ci furono tre tentativi di assassinio di Gandhi che, anche nella seconda metà degli anni trenta, continua a essere considerato dal governo di Londra l'interlocutore principale col quale negoziare il passaggio dell'India a un nuovo regime politico.
I rapporti con le autorità britanniche tornarono a essere molto tesi durante la seconda guerra mondiale. Allo scoppio del conflitto (1939) Gandhi, senza consultare i dirigenti del Congresso, offre un appoggio morale non-violento allo sforzo di guerra britannico.
I membri del Congresso non consultati si offendono e danno le dimissioni in massa. Gandhi, dopo lunghe discussioni, fa marcia indietro e dichiara che l'India non può partecipare a una guerra il cui scopo sia la libertà della democrazia, se questa viene rifiutata all'India stessa. Sebbene fossero totalmente solidali con le vittime dell'aggressione nazista, Gandhi e il partito del Congresso dichiarano infatti che l'India avrebbe contribuito alla guerra solo se gli inglesi avessero proposto un piano per riconoscere agli indiani la libertà che ancora era loro negata. Nel 1939 e nel 1940 Gandhi scrisse due lettere di intonazione pacifista a Hitler, tentando di farlo desistere dalla guerra; tuttavia queste missive non giunsero mai al destinatario.
Nel 1940 Gandhi lancia un satyagraha individuale nel quale fa conoscere alla nazione il suo discepolo prediletto, Vinoba Bhave, che con Nehru si è impegnato per protestare pubblicamente contro la guerra, venendo spesso incarcerato.
Un suo dapprima collaboratore e poi oppositore, Subhas Chandra Bose, si schiera invece apertamente con le potenze dell'Asse in nome della comune lotta anticolonialista globale, creando un governo dell'India Libera con sede a Port Blair e guida l'esercito nazionale indiano e la legione SS "India Libera".

#### La risoluzioneQuit India
Il governo britannico non cede sul piano dell'indipendenza, ma al contrario agisce per creare una spaccatura tra induisti e musulmani all'interno del movimento politico indipendentista indiano. Come reazione Gandhi intensifica le sue richieste d'indipendenza scrivendo il 13 aprile 1942 una risoluzione che richiede ai britannici di lasciare l'India: Quit India. Con questa il Mahatma invita alla ribellione non-violenta totale. Vengono anche organizzate grandi manifestazioni di protesta.

Per Gandhi e per il partito del Congresso si tratta della rivolta più radicale mai intrapresa: a fronte del più grande movimento per l'indipendenza indiana di tutti i tempi gli inglesi reagiscono con arresti di massa, violenze e repressioni senza precedenti. 

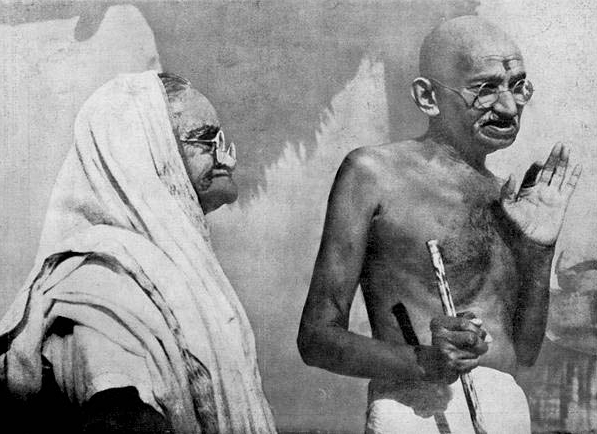
Gandhi e Kasturba all'Ashram di Sevagram, gennaio 1942

Migliaia di indipendentisti vengono uccisi o feriti dalla polizia, centinaia di migliaia d'altri vengono arrestati. Gandhi precisa che il movimento non si arresterà anche se ci saranno violenze individuali, affermando che l'anarchia ordinata attorno a lui è peggio della vera anarchia. Chiama tutti gli indiani e i membri del Congresso a mantenere la disciplina e l'ahimsa. Gandhi e tutti i dirigenti del Congresso vengono arrestati a Bombay il 9 agosto 1942.
Gandhi viene detenuto per due anni nel palazzo dell'Aga Khan a Pune. Qui Gandhi patisce le più grandi disgrazie affettive; dapprima il suo consigliere di 42 anni Mahadev Desai, dopo sei giorni dalla sua detenzione, muore per un arresto cardiaco. Poi sua moglie Kasturba dopo 18 mesi di prigionia, muore per una crisi cardiaca causata da una polmonite.
A partire dal 10 febbraio 1943, mentre è ancora in prigione, Gandhi digiuna per 21 giorni al fine di fare penitenza per le violenze commesse durante l'insurrezione popolare indiana. Il movimento Quit India si è rivelato disastroso.
Gandhi viene rilasciato il 6 maggio 1944 per poter essere sottoposto a un'operazione: è gravemente ammalato di malaria e di dissenteria e i britannici non vogliono che muoia in prigione rischiando di provocare un sollevamento popolare.
Malgrado la violenta repressione abbia portato in India una calma relativa, alla fine del 1945 il movimento Quit India riesce a ottenere dei risultati: infatti una volta conclusasi la guerra, il nuovo Primo Ministro britannico Clement Attlee (succeduto a Churchill) annuncia che il potere verrà trasferito in mano agli indiani. Gandhi annuncia allora la fine della lotta e circa 100 000 prigionieri politici vengono liberati. Poco tempo dopo il viceré Wavell incarica Jawarhallal Nerhu di formare un governo interinale dell'India indipendente.

### La liberazione e la divisione dell'India (1945-1947)

Divisione dell'India (1947)

Il Regno Unito, cedendo alle pressioni del movimento anticoloniale, decide di concedere la piena indipendenza alla sua colonia e, il 24 marzo 1947, nomina viceré e governatore generale delle Indie Lord Mountbatten, che riceve il difficile compito di preparare l'indipendenza.
La Lega Musulmana Panindiana (All India Muslim League), il secondo maggior partito indiano, era in quel periodo guidata da Mohammad Ali Jinnah: Jinnah era un nazionalista islamico ed era stato il primo, nel 1940, a proporre l'idea di una nazione islamica indiana, il Pakistan. La linea politica della Lega Musulmana mirava a una divisione tra la due principali comunità religiose.
A questo punto sia la Lega Musulmana sia il partito del Congresso non vedono altra soluzione che il piano Mountbatten, per evitare una guerra civile tra musulmani e indù.

### La guerra indo-pakistana
Dopo l'indipendenza si creano forti tensioni politiche tra Pakistan e India dovute sia alle violenze avvenute in seguito alla separazione, sia a questioni di controllo territoriale. Una delle tensioni più importanti è provocata dalla situazione del Kashmir. Il maharaja indù del Kashmir, al momento di scegliere se unirsi con l'India o con il Pakistan, esita e lo stato viene rapidamente invaso dalle tribù islamiche locali e da irregolari pakistani. Il maharaja opta successivamente per l'unione con l'India, malgrado la popolazione sia a stragrande maggioranza islamica. Questa scelta aumenta la tensione nella regione. Si arriva così alla guerra indo-pakistana del 1947. Il governo indiano decide di non versare 550 milioni di rupie indiane al Pakistan. Questo versamento, previsto dagli accordi della spartizione dell'India, viene negato poiché alcuni dirigenti come Sardar Patel temono che il Pakistan lo utilizzi per finanziare la guerra contro l'India stessa.
Il 13 gennaio 1948, all'età di 78 anni, Gandhi incomincia il suo ultimo digiuno a Delhi. Chiede che la violenza tra le comunità cessi definitivamente, che il Pakistan e l'India garantiscano l'uguaglianza per i praticanti di tutte le religioni, e che venga effettuato il pagamento dei 550 milioni di rupie dovute al Pakistan. Gandhi teme che l'instabilità e l'insicurezza del Pakistan aumenti creando collera verso l'India e che la violenza passi le frontiere causando una guerra civile in India.
«La morte sarebbe una gloriosa liberazione per me, piuttosto che restare un testimone impotente della distruzione dell'India, dell'Induismo, del sikhismo e dell'Islam. »
Malgrado lunghi e appassionati dibattiti, Gandhi rifiuta d'interrompere il digiuno e il governo indiano si vede costretto a pagare la somma dovuta al Pakistan. Anche i dirigenti di ogni comunità, tra cui il Rashtriya Swayamsevak Sangh e il Hindu Mahasabha, gli assicurano che rinunceranno alla violenza. A questo punto Gandhi smette il digiuno bevendo un succo d'arancia.

### L'assassinio
Il 30 gennaio 1948, presso la Birla House, a Nuova Delhi, mentre si recava nel giardino per la consueta preghiera ecumenica delle ore 17:00, accompagnato dalle sue due pronipoti Abha e Manu, Gandhi venne assassinato con tre colpi di pistola da Nathuram Godse, un fanatico indù radicale che aveva legami anche con il gruppo estremista indù Mahasabha. Godse riteneva Gandhi responsabile di cedimenti al nuovo governo del Pakistan e alle fazioni musulmane, non da ultimo il pagamento del debito dovuto al Pakistan. Prima di sparare, Godse si piegò in segno di reverenza di fronte a Gandhi e, dopo l'uccisione, cercò di confondersi tra la folla e di fuggire; quando si accorse di essere braccato e di rischiare il linciaggio, però, rallentò il passo permettendo alle forze dell'ordine di catturarlo. Nel gennaio del 1949 cominciò il processo nei suoi confronti che si concluse l'8 novembre dello stesso anno con una condanna a morte. La sentenza venne eseguita una settimana dopo, malgrado l'opposizione dei sostenitori di Gandhi.

#### Dopo la morte
In seguito all'uccisione di Gandhi, Jawaharlal Nehru si indirizzò alla nazione via radio:

Sul memoriale di Gandhi (o Samādhi) a Rāj Ghāt a Nuova Delhi è inciso l'epitaffio (Devanagari): 
 traducibile con «Oh Dio». Viene largamente accettato che queste furono le ultime parole di Gandhi anche se alcuni lo contestano.
Il giorno prima del suo assassinio, alla consueta preghiera serale, lo stesso Gandhi aveva detto:
Seguendo le volontà di Gandhi, le sue ceneri furono ripartite tra varie urne e disperse nei maggiori fiumi del mondo tra i quali il Nilo, il Tamigi, il Volga e il Gange. Due milioni di indiani assistettero ai funerali, durante i quali la bara del Mahatma fu trasportata su e giù per il Gange per consentire a coloro che stavano sulle sponde di rendergli omaggio.
Il 30 gennaio 2008, in occasione del sessantesimo anniversario della sua morte, sono state versate nel mare davanti a Mumbai le ceneri contenute nell'unica urna non ancora svuotata.

## La formazione culturale e religiosa
In India, grazie ai membri teosofici, Gandhi scopre la Bhagavad Gita, libro che lo marcherà profondamente, specialmente attraverso l'idea che "l'attaccamento ai frutti dell'azione" è sorgente di sofferenza e agitazione per lo spirito:
Svilupperà da quel momento un interesse per la religione che non si limiterà all'induismo, ma si estenderà al buddismo, all'islam e al cristianesimo di cui riterrà soprattutto la frase tratta dall'insegnamento di Gesù nel discorso della montagna: «Se uno ti percuote la guancia destra, tu porgigli anche la sinistra» (Matteo 5,39).
Essendosi potuto formare fino a quel momento esclusivamente sui testi religiosi e storici della tradizione induista, a Londra Gandhi venne a contatto con la cultura occidentale leggendo, tra gli altri, i testi del socialismo libertario di William Morris, dell'anarchismo cristiano e pacifista di Lev Tolstoj, della teoria non-violenta di Henry David Thoreau e la Difesa del vegetarianismo di Henry Salt.
Durante la sua vita Gandhi continuò a leggere i testi sacri indù, alternando la loro lettura con quella di scrittori quali Tolstoj e John Ruskin (Fino all'ultimo, che successivamente tradusse in gujarati col titolo Sarvodaya, che significa "benessere per tutti").
Un incontro molto importante per Gandhi fu quello con il grande poeta Rabindranath Tagore, che visitò nel 1916 nella sua scuola di Shantiniketan durante il suo viaggio attraverso l'India.
Un altro incontro molto importante fu con lo yoghi Paramahansa Yogananda: nell'agosto del 1935 Yogananda fece visita a Gandhi nel Maganvadi Ashram di Wardha. In occasione di tale incontro Gandhi chiese a Yogananda di ricevere l'iniziazione al Kriyā Yoga. Gandhi, Mahadev Desai, Pingali Venkayya e altri satyagrahi ricevettero in quella occasione l'iniziazione spirituale da Yogananda. Yogananda scrisse: «La larghezza di vedute e lo spirito di ricerca del Mahatma mi avevano profondamente colpito. Nella ricerca spirituale egli è come un bambino, e rivela quella pura ricettività che Gesù apprezzava nei fanciulli, perché "di questi è il regno dei cieli"».
Il guru scrisse in seguito altre parole di ammirazione per lui:
Quando sei caduto morente al suolo – tre pallottole esplose dall'arma di un pazzo contro il tuo fragile corpo consumato dal digiuno – le tue mani si sono sollevate spontaneamente in un dolce gesto di perdono [...] La non violenza è nata fra gli uomini e continuerà a vivere; è la messaggera della pace nel mondo.»

## Visione mistica
Gandhi identificò sempre Dio con la Verità, ma la sua idea di Dio non si limitava a un concetto filosofico, trascendendo essa ogni definizione:
Per descrivere il legame tra Dio e le creature, Gandhi utilizzava l'immagine del sole e dei raggi:
La fede in Dio aveva per lui un'importanza fondamentale:
Gandhi considerava la preghiera un'azione più «reale» di ogni altra:

## Lo stile di vita
Gandhi condusse una vita semplice, dando esempio di umiltà e rispetto per tutti, partendo dai paria. Questi erano (sono) una grande parte della popolazione indiana che viveva ai margini della società, tra il disprezzo generale ma che Gandhi indicava come figli di Hari, riprendendo il concetto evangelico che vedeva negli ultimi sulla terra i primi nel regno di Dio. 
Da molti Gandhi era visto alla stregua di un eremita, dal momento che conduceva una vita simile a quella monastica, dedicata al pensiero filosofico e soprattutto alla sua messa in pratica. Effettivamente il pensiero gandhiano vedeva il corpo come assolutamente secondario alla vera fonte della forza di un uomo, l'anima, e predicava che solo un distacco dalle necessità materiali potesse portare sulla via della verità, verso Dio:

### Il silenzio
Gandhi riservava un giorno della settimana al silenzio, perché era convinto che il parlare rompesse la sua pace interiore. Questa idea era tratta da una concezione induista relativa al potere di mouna e shanti. Durante i giorni dedicati al silenzio comunicava con gli altri scrivendo su biglietti di carta. All'età di trentasette anni, per un periodo di tre anni e mezzo, Gandhi rifiutò di leggere i quotidiani affermando che il tumultuoso stato degli affari mondiali gli causasse ancora più confusione. Il silenzio gli serviva a concentrarsi per purificare l'anima e rendersi in pace.

### La povertà
Al suo ritorno in India, dopo il soggiorno in Sudafrica dove era stato un avvocato e quindi aveva sperimentato un certo agio, Gandhi rinunciò ai suoi abiti occidentali, simbolo di ricchezza. La sua idea era quella di adottare un tipo di vestito che fosse accettabile anche dalle persone più povere dell'India. Questo era un aspetto di una condotta di vita che doveva essere incentrata sulla semplicità e il disinteressamento per il superfluo. In questo senso si parla di aparigraha (non-possesso), ovvero di un orientamento spirituale che portasse alla povertà volontaria e alla semplificazione della vita.
Sempre nell'ottica dell'aparigraha Gandhi cercò di diffondere l'uso dell'abito di stoffa filata e tessuta a mano fatto in casa (il khadi). Con i suoi sostenitori praticava la tessitura dei propri vestiti usando un filatoio manuale (il charka). La tessitura fu messa in pratica anche come forma di lotta contro l'impero britannico da cui venivano importati i vestiti di foggia occidentale, prodotti in Inghilterra (che dunque subiva una perdita economica per la loro mancata vendita). In questo modo inoltre l'India poteva rendere la propria economia indipendente (allargando la produzione interna di beni ad altri settori) da quella dell'Impero inglese.
Gandhi andava sempre vestito con l'abito da contadino, dhoti, bianco, tessutosi in khadi grazie agli insegnamenti ricevuti dalle donne dello Ashram di Ahmedabad. La semplice veste bianca in khadi, oltre ai motivi di indipendenza economica, divenne un simbolo della lotta nonviolenta indiana, tanto da divenire l'uniforme ufficiale del Partito del Congresso Indiano. Essa rappresentava sia la libertà dall'imperialismo inglese sia la purezza della lotta che i satyagrahi conducevano. L'adozione di un unico abito per tutti gli indiani, indipendentemente dalle loro differenze economiche o religiose, andava inoltre in aperto contrasto con il sistema delle caste contro il quale si scagliò più volte Gandhi e nel nome di una uguaglianza sociale vera e propria. Vestendo quell'abito gli indiani avrebbero compiuto una specie di atto di povertà e uguaglianza tra loro, rinunciando agli sfarzi e indirizzandosi a uno stile di vita semplice e sobrio. Il charka assunse una tale importanza che quando nel 1947 l'India ottenne l'indipendenza il disegno della ruota dell'arcolaio entrò a far parte della bandiera dell'India (che era quella del Partito del Congresso Indiano).

### La castità
Gandhi rinunciò ai rapporti sessuali all'età di 36 anni diventando totalmente casto sebbene sposato, pronunciando, secondo la tradizione induista, i voti di brahmacharya, secondo un ideale di consapevolezza e armonia spirituale, che prevede (oltre alla castità) purezza delle aspirazioni e dei pensieri, autocontrollo del palato e autodisciplina.
Gandhi affermava che l'importanza da lui conferita alla castità non era legata a un disprezzo per la sessualità, ma, al contrario, a un rispetto profondo verso il potere generativo dell'atto sessuale:
La castità di Gandhi è un tema controverso, rimesso in discussione dalla sua relazione con l'architetto ebreo di origine lituana Hermann Kallenbach. Da questa assidua frequentazione e dall'epistolario Gandhi-Kallenbach, sono emersi dubbi che la loro amicizia fosse collegata anche a un rapporto omosessuale.
Nel 1904 Gandhi si trasferì in Sudafrica, ove conobbe Kallenbach, con il quale strinse una profonda amicizia. Nel 1907 Kallenbach progettò, nei pressi di Johannesburg, una villa, la Satyagraha House, ove i due andarono ad abitare insieme, rimanendovi fino al 1909. Kallenbach seguì ancora Gandhi, lo sostenne nella sua battaglia di resistenza non violenta, accompagnandolo a Phoenix nel Durban, ove Gandhi fu arrestato per un breve tempo. Accompagnò poi Gandhi e la consorte nel loro viaggio a Londra del 1914, con il quale i due amici si separarono. Kallenbach, trasferitosi in Israele, si recò poi in visita all'amico in India nel 1937, per perorare presso di lui la causa del sionismo.

### Il vegetarianismo
Gandhi fu un rigoroso lacto-vegetariano per quasi tutta la propria vita, e sperimentò, nel corso degli anni, svariate diete alla ricerca di un'alimentazione minima sufficiente per soddisfare i fabbisogni corporei in maniera da esercitare la minore violenza possibile sulla natura. Scrisse articoli sull'argomento già mentre studiava legge a Londra, dove, in un incontro della Società Vegetariana inglese, conobbe l'attivista Henry Stephens Salt, di cui aveva letto il libro Difesa del vegetarianismo:
Il grande rispetto di Gandhi per gli animali è essenzialmente dovuto alla convinzione che uomini e animali siano allo stesso modo creature di Dio (sensibili alla gioia e al dolore) e che il progresso morale dell'uomo consista perciò nell'amare e nel tutelare le altre creature:
Gandhi espresse anche, per questi motivi, una severa condanna della vivisezione, paragonandola alla magia nera:

### Il digiuno
Gandhi praticò spesso dei lunghi periodi di digiuno, che poneva essenzialmente nell'ambito spirituale come un mezzo per distaccarsi sempre più dalla realtà terrena del corpo, analogamente alla castità e alla semplicità di vita. Infatti egli credeva che il digiuno, ma più in generale il controllo nell'assunzione di cibo, portasse all'aumento del controllo dei sensi, indispensabile per un'ascesi spirituale.
Il digiuno era anche utilizzato come un'arma politica. Come tale era anche inserito tra i mezzi che il rivoluzionario nonviolento poteva utilizzare per portare avanti la sua causa.

## Il pensiero filosofico:satyaeahimsa
Il pensiero di Gandhi relativo al satya e all'ahimsa fu influenzato dalla religione, in parte anche dalla lettura del Vangelo. La verità e la nonviolenza costituiscono le colonne portanti dell'intero pensiero gandhiano: intrecciate indissolubilmente, esse sono state le due vie lungo le quali Gandhi ha cercato di condurre la propria vita e diffondere la sua visione della vita.

### La ricerca della verità
Per Gandhi l'uomo nella sua vita terrena deve cercare di avvicinarsi il più possibile alla verità, che è Dio: 
La fede nella Verità è il fondamento più solido della ricerca di una vita sociale improntata alla nonviolenza, all'amore e alla giustizia. Il compito del satyagrahi, cioè del rivoluzionario non-violento, è proprio quello di combattere la himsa – il male – nella vita sociale e politica, per realizzare la Verità. Il sentiero che conduce a Dio è dentro ogni uomo, e consiste nel cercare di improntare quanto più la propria vita verso la giustizia e l'amore:
Il cammino verso la verità è irto di ostacoli, e colui che lo intraprende deve essere dotato di una grande volontà, oltre a essere disposto a compiere grandi sacrifici: emblematico in questo senso è il sottotitolo dell'autobiografia di Gandhi: La storia dei miei esperimenti con la verità.

### L'ahimsao "non violenza"
L'Ahimsa è una parola sanscrita tradotta nelle lingue europee moderne con il termine "nonviolenza" ("a" = "non", "a" privativa; himsa = "violenza", "ingiuria", "male", danno). Ahimsa significa non usare violenza, non far del male, amare e anche essere giusti nei confronti degli altri. Per Gandhi la ahimsa è un atteggiamento etico derivante dalla fede nella Verità (Satya), il fondamento più solido della ricerca della ahimsa, cioè di una vita sociale improntata alla nonviolenza, all'amore, alla giustizia.

#### L'amore per il prossimo
L'ahimsa è amore verso il prossimo, sentimento disinteressato di fare il bene degli altri, anche a costo di sacrifici personali: secondo Gandhi tutti gli esseri viventi, in quanto creature di Dio, sono legati tra loro e devono essere uniti da amore fraterno. Seguendo l'insegnamento cristiano dell'"Ama il prossimo tuo come te stesso" Gandhi predica l'amicizia fraterna tra tutti gli esseri umani, musulmani e indù, uomini e donne, paria e brahmini, in nome dell'amore e dell'uguaglianza:
Ognuno deve essere disposto anche a morire per l'altro, a lottare per le ingiustizie fino in fondo, purché la verità e la giustizia trionfino.

#### Il rifiuto di ogni violenza: il pacifismo
Se da una parte l'ahimsa è amore disinteressato d'altra parte essa è anche rifiuto totale di ogni tipo di odio verso gli altri: Gandhi afferma come anche se sottoposti ai più terribili soprusi, alle più gravi ingiustizie, ai più strazianti dolori, mai e poi mai si deve ricorrere alla violenza verso il prossimo. Si tratta di una negazione assoluta e senza appello di ogni forma di violenza, prima fra tutte la guerra: non è con la forza che si risolvono le controversie, ma con la volontà e il coraggio di sopportare il male pur di vincere l'ingiustizia. La nonviolenza si contrappone alle pratiche di giustizia che avevano regolato per secoli la storia, a partire dalla Legge del taglione ("occhio per occhio, dente per dente"): 
In questo senso Gandhi riveste un ruolo fondamentale nell'evolversi del pensiero pacifista, per il totale rifiuto della violenza e della guerra come strumenti per la soluzione di conflitti:
Come pacifista Gandhi si oppose strenuamente a qualsiasi ipotesi di risoluzione bellica dei conflitti tra stati o interni a essi: nonostante l'appoggio alla Gran Bretagna durante la seconda guerra mondiale, Gandhi cercò sempre di mediare e predicare la fine delle ostilità tra le parti, pur sempre riconoscendo come il nazismo costituisse un pericolo per il mondo intero. 
A questo proposito Gandhi fu, fin dall'inizio della sua attività politica, un forte sostenitore del disarmo, che considerava l'unico modo per evitare la catastrofe della guerra; a tal proposito suonano terribilmente profetiche le parole che pronunciò nel 1925 nel corso di una discussione sulle reazioni politiche alla Prima guerra mondiale:

#### Non violenza e progresso
Gandhi ha posto la nonviolenza al centro della sua concezione del progresso umano: l'essere umano è sia animale sia spirito. Come animale l'essere umano basa il suo rapporto col mondo sulla trasformazione materiale dei corpi e dunque sull'uso della forza, sulla himsa; come spirito l'essere umano fonda le sue relazioni col mondo sulla comunicazione verbale e sulla persuasione razionale, dunque sulla ahimsa. Il progresso è l'umanizzazione dell'uomo, la graduale affermazione della sua identità specifica, del suo essere spirito. Il progresso è di conseguenza la graduale riduzione del tasso di violenza (himsa) presente nei rapporti umani e la graduale affermazione della verità e della ahimsa, cioè della nonviolenza, del bene, della giustizia, nella vita sociale e politica:
Da questi concetti deriva naturalmente come per seguire la via della ahimsa sia preferibile per l'uomo distaccarsi dai bisogni materiali, da cui derivano i concetti sopraesposti di castità, povertà e digiuno.

#### Giustizia e violenza
Secondo Gandhi la giustizia risiede nella riduzione del tasso di violenza presente nella società. Se si utilizza la violenza, anche se per un breve periodo, per ottenere giustizia questa porta inevitabilmente a un aumento del tasso di violenza. Il mezzo deve essere coerente con il fine; non si può adottare un mezzo che porta alla negazione del fine. Se il fine della lotta per la giustizia è la ahimsa, cioè la negazione della violenza nei rapporti umani, non lo si può realizzare facendo ricorso alla violenza.
A questo proposito, rivolgendosi ai bolscevichi, Gandhi scrisse: 

### L'affermazione della Verità e della non violenza
Secondo Gandhi l'unico mezzo con il quale l'uomo giusto può proporsi di affermare la Verità e dunque la ahimsa nei rapporti umani è la persuasione razionale di coloro che con i loro comportamenti violenti causano ingiustizia: 
I mezzi della persuasione (conversione, non costrizione), per Gandhi, sono essenzialmente due: la discussione e la lotta non violenta. La discussione consiste nel battersi contro un'ingiustizia sociale e politica appellandosi alle autorità ingiuste e all'opinione pubblica. La lotta non-violenta (satyagraha) è la dimostrazione pratica della Verità; essa dimostra la superiorità morale del ribelle, il suo essere dalla parte della verità. Ed è a questo punto che il pensiero filosofico e morale di Gandhi si unisce con quello politico: la nonviolenza per Gandhi è un mezzo per trovare la verità, che è il suo fine, e il satyagraha è l'arma con la quale l'uomo non-violento lotta.
La differenza tra questi due metodi di affermazione della verità sta nel fatto che, mentre la discussione fa appello esclusivamente alla ragione dell'avversario attraverso la dimostrazione teorica della sua ingiustizia, la lotta non-violenta fa appello anche al cuore dell'ingiusto, perché contiene una portentosa dimostrazione pratica della sua ingiustizia.

## Il pensiero politico

### Raffronti con la tradizione del pensiero politico rivoluzionario
Il programma politico di Gandhi fu rivolto essenzialmente all'indipendenza nazionale dell'India con un'ispirazione democratica e socialista. Questi elementi non erano innovativi dato che derivavano dalla tradizione politica europea (nazionalismo democratico di Mazzini, socialismo libertario di Morris, ecc.). La sua innovazione riguardò invece la teoria della rivoluzione, che nell'Europa moderna si era formata con il contributo di quasi tutte le correnti del pensiero politico: quella liberale (Locke, Jefferson e i padri della Rivoluzione americana, Sieyès e i teorici liberali della Rivoluzione francese), quella democratica (Rousseau, Robespierre, Saint-Just e altri teorici giacobini; Mazzini) e quella socialista, anarchica e comunista (Babeuf, Bakunin, Marx, Lenin, ecc.). Nel 1916 Gandhi disse in un discorso: 
Per quanto divergenti nei loro obiettivi politici, le teorie classiche della rivoluzione hanno in comune due componenti fondamentali:
- la teoria del "diritto alla resistenza" (Locke), secondo cui è legittimo – se non doveroso – che le masse popolari si ribellino alle autorità sociali e politiche, quando subiscono un'evidente e intollerabile situazione di ingiustizia.
- la teoria della "guerra giusta", secondo cui il popolo ha diritto di ricorrere alla violenza rivoluzionaria, quando questa serve a correggere torti e ingiustizie molto gravi (questa teoria, con origini medievali, giustificava la violenza e le guerre).

Gandhi condivise il primo di questi due principi ma rifiutò il secondo. Anche per lui ribellarsi all'ingiustizia era un diritto e un dovere dei popoli, ma era sua convinzione che l'unica forma di lotta rivoluzionaria giusta e legittima fosse la rivoluzione non-violenta, da lui battezzata, con un termine derivante dal sanscrito, satyagraha.

### Ilsatyagraha
La parola satyagraha significa "forza della verità" e deriva dai termini in sanscrito satya (verità), la cui radice sat significa "Essere", e Agraha (fermezza, forza).
Il compito del satyagrahi, cioè del rivoluzionario non-violento, è proprio quello di combattere la himsa – la violenza, il male, l'ingiustizia – nella vita sociale e politica, per realizzare la Verità. Egli dà prova di essere dalla parte della giustizia mostrando come la sua superiorità morale gli permetta di soffrire e ad affrontare la morte in nome della Verità:
L'ingiusto infatti afferma i suoi interessi egoistici con la violenza, cioè procurando sofferenza ai suoi avversari e, nello stesso tempo, provvedendosi dei mezzi (le armi) per difendersi dalle sofferenze che i suoi avversari possono causargli. La sua debolezza morale lo costringe ad adottare mezzi violenti per affermarsi. Il giusto, invece, dimostra, con la sua sfida basata sulla nonviolenza (ahimsa) che la verità è qualcosa che sta molto al di sopra del suo interesse individuale, qualcosa di talmente grande e importante da spingerlo a mettere da parte l'istintiva paura della sofferenza e della morte. Rifacendosi alle parole dei Vangeli si potrebbe dire che, di fronte all'ingiustizia perpetrata, il combattente non-violento "porge l'altra guancia", affermando in questo modo la bontà della sua causa, cosa che l'ingiusto non potrebbe mai fare.
Come la guerra è l'azione suprema dell'uomo che segue la via della himsa, della violenza, così il satyagraha è "l'equivalente morale della guerra".

#### La forza della Verità
Il combattente non-violento sfida l'ingiusto a mani nude, senza armi, e si espone alle sue rappresaglie opponendo solo la forza della Verità (da cui l'espressione "forza della verità"). È la capacità di soffrire senza offendere, senza imporre con la forza la propria volontà, senza infliggere sofferenza, senza distruggere o uccidere e senza nemmeno difendersi che rappresenta, secondo Gandhi, la più potente dimostrazione pratica della validità della causa del ribelle non-violento, il suo essere dalla parte della Verità: 

#### Coraggio, non codardia
Gandhi insisteva spesso sulla distinzione tra la nonviolenza del debole, che consiste nel subire passivamente e vigliaccamente l'oppressione o nell'opporsi a essa con la semplice "resistenza passiva", e la nonviolenza del forte: quest'ultima è il satyagraha, l'attiva e coraggiosa ribellione all'ingiustizia.
Per lui i satyagrahi dovevano essere dediti anima e corpo alla causa rivoluzionaria. Gandhi non predicava la nonviolenza come forma di passività e rassegnazione all'ingiustizia, perché assoggettarsi vigliaccamente all'oppressione significa annientare la propria umanità. Di fronte all'ingiustizia la via indicata dall'ahimsa è invece quella di lottare per la verità, facendo di tutto per cambiare ciò che è sbagliato (senza ricorrere alla violenza).
Nei suoi scritti Gandhi dovette spesso difendersi da coloro che irridevano e ridicolizzavano le sue teorie, considerandole una manifestazione di imbelle "buonismo", affermando come il non-violento fosse soltanto un individuo che non combatte per paura di subire, che nasconde dietro l'ahimsa il poco coraggio e l'istinto di sopravvivenza. In realtà l'atteggiamento del satyagrahi è completamente opposto: egli affronta l'ingiustizia senza tirarsi indietro, senza desistere nella sua azione e affrontando ogni sopruso che si presenta:
Anche di fronte ai rischi maggiori, senza curarsi del male che gli verrà fatto, il rivoluzionario non-violento prosegue nella sua azione poiché ciò che gli dà il coraggio di lottare è la convinzione nel trionfo della giustizia e della verità.
Gandhi affermò anche che:
Questa dichiarazione è stata letta da molti come contraddittoria e svilente l'intera teoria dell'ahimsa, dal momento che sembrerebbe che queste parole giustifichino il ricorso, in casi limite, alla violenza. In realtà in questo caso Gandhi voleva solamente ribadire un concetto molto semplice: il combattente non-violento non deve agire per paura, poiché la codardia non è ammissibile, in quanto considerata moralmente peggiore della violenza stessa. Il vero satyagrahi ha tra le sue caratteristiche un grande coraggio, che lo spinge anche incontro alla morte, e quindi rifugge in ogni caso la violenza. A riprova di questo può essere utile citare una delle affermazioni che hanno fruttato a Gandhi più critiche, per l'asprezza delle parole, ma che rende assai bene la grandezza e il coraggio che, secondo il Mahatma, occorrono per portare avanti la causa non-violenta:
Queste parole vengono così commentate da George Woodcock, autore di una monografia su Gandhi:

### Le virtù delsatyagrahi
Il satyagrahi aderisce a dieci principi che osserva in spirito di umiltà: non violenza, verità, non rubare, castità, rinuncia ai beni materiali, lavoro manuale, moderazione nel mangiare e nel bere, impavidità, rispetto per tutte le religioni, swadeshi (uso dei prodotti fatti a mano), sradicamento dell'intoccabilità.
Dalla concezione dell'ahimsa derivano in modo diretto anche le virtù che Gandhi ascrive all'autentico satyagrahi, il combattente per la causa della Verità. Innanzitutto egli non deve essere mosso dall'ira e dall'odio per l'avversario, anzi deve, in quanto essere umano, amarlo, pur sempre continuando con forza la lotta contro l'errore che egli commette: 
Il combattente non-violento deve annientare l'ingiustizia, ma non colui che la commette, e deve avere sempre fede nella possibilità che anche l'uomo più improbo si possa convertire alla causa della Verità. Mitezza e amore sono dunque le due prime caratteristiche fondamentali dell'atteggiamento del satyagrahi.
L'essenza del satyagraha, inoltre, è la disposizione a combattere a mani nude, ad affrontare volontariamente le sofferenze che possono derivare dalla lotta per la Verità. Il satyagrahi deve dunque essere coraggioso, molto più coraggioso dei guerrieri che affrontano il pericolo della battaglia senza rinunciare alla protezione delle loro armi:
Poiché la ricerca della Verità è tanto più facile quanto ci si distacca dai bisogni materiali, il combattente non-violento non deve essere dominato dall'avidità di ricchezza o dalla passione per i piaceri corporei; l'eccessivo attaccamento ai beni materiali può infatti distoglierlo dalla sua battaglia per la giustizia. Coraggio, povertà e castità devono dunque essere tra le virtù del satyagrahi.

### Le tecniche delsatyagraha
Oltre alla teorizzazione filosofica e morale dell'ahimsa e del satyagraha, oltre alle qualità che deve avere il combattente non-violento, Gandhi nella sua lunga storia di leader rivoluzionario (prima in Sudafrica, poi in India) ha teorizzato e sperimentato un'ampia varietà di tecniche di lotta rivoluzionaria non-violenta, cioè i modi con cui si mette in pratica la lotta per la verità:
- Il "boicottaggio non-violento", che, nel caso della lotta per l'indipendenza indiana, consisteva soprattutto nel:
  - non acquistare liquori e tessuti provenienti dall'impero britannico
  - non iscrivere i figli alle scuole inglesi
  - non investire i propri risparmi in titoli di stato britannici
  - non accettare incarichi militari e civili o titoli onorifici dall'amministrazione coloniale britannica.
- Il "picchettaggio non violento", che consiste nel formare gruppi di militanti non-violenti davanti all'ingresso dei luoghi di lavoro o di quelli in cui si svolgono attività boicottate, per invitare all'astensione le persone che si apprestano a entrarvi.
- Lo sciopero non-violento, e in particolar modo l'Hartal, uno sciopero generale accompagnato da preghiera e digiuno.
- Le marce.
- Gli scioperi della fame o della sete (anche "fino alla morte").

Infine occorre ricordare una forma di protesta che, sebbene non sia stata inventata da Gandhi, è stata portata da lui alla ribalta internazionale, cosa che ne ha permesso in seguito l'adozione su larga scala da parte dei movimenti pacifisti: la disobbedienza civile.

#### La disobbedienza civile
Un'altra forma di lotta politica che Gandhi introdusse come centrale nell'ambito dell'azione non-violenta è la disobbedienza civile; Gandhi per applicarla trasse ispirazione dal saggio di Thoreau Disobbedienza civile (1849), che aveva letto da giovane e le cui idee erano già state utilizzate da Tolstoj.
La disobbedienza civile consiste nel violare pubblicamente e consapevolmente le leggi o i comandi amministrativi ritenuti ingiusti accettando però le punizioni previste dalla legislazione vigente per le violazioni commesse (il rifiuto della sanzione prevista non veniva considerato un atteggiamento non-violento). Alcuni esempi sono:
- non pagare le tasse;
- praticare l'obiezione di coscienza al servizio militare;
- violare le norme legislative o gli atti amministrativi che limitano illegittimamente le libertà fondamentali (stampa, manifestazione, sciopero, riunione, ecc.).

A volte gli atti di disobbedienza civile possono essere puramente simbolici (come fu per l'estrazione del sale alla fine della Marcia del 1930). Per Gandhi la disobbedienza civile rappresentava, insieme con il digiuno, la forma culminante di resistenza non-violenta; egli la definì "un diritto inviolabile di ogni cittadino", e affermò che "rinunciare a questo diritto significa cessare di essere uomini".
A questo proposito bisogna ricordare come Gandhi trascorse un totale di 2.338 giorni di detenzione in Sudafrica e India a causa degli arresti dovuti alle sue lotte politiche utilizzando i principi della disobbedienza civile.

## La concezione della società
Gandhi non si dilungò molto sulla struttura che avrebbe dovuto avere la società indiana secondo il suo pensiero filosofico, ma era ispirato dalla visione di una futura società indiana di stampo che potremmo definire socialista, basata sull'agricoltura e sull'artigianato tradizionali. Gandhi non era anti-capitalista:
Una società armonica e che tiene alla sua sopravvivenza deve rifuggire dalle sette cose che possono distruggerla:
- Ricchezza senza lavoro
- Piacere senza coscienza
- Conoscenza senza carattere
- Commercio senza moralità
- Scienza senza umanità
- Religione senza sacrificio
- Politica senza principi

Ma pensava che il popolo indiano dovesse vivere condividendo le risorse della terra, senza utilizzare il moderno apparato industriale, organizzato in una serie di villaggi autogovernati in cui l'ordine era retto da brigate non violente e che commerciavano tra loro per ottenere i beni necessari per la sussistenza.
Gandhi era contro l'educazione convenzionale: credeva che i bambini apprendessero meglio dai genitori e dalla società piuttosto che dalle scuole. In Sudafrica, insieme con degli anziani, formò un gruppo di insegnanti.

## Critiche e controversie
Sebbene abbia combattuto per l’uguaglianza dei Dalit, fu in gioventù insensibile, anzi direttamente non contrario al sistema castale induista che tanto li penalizzava.
Alcuni autori però sottolineano come il pensiero e il percorso di vita stesso di Gandhi, non avessero seguito affatto uno sviluppo lineare, in quanto uomo dedito alla ricerca di una sempre maggiore conoscenza e purezza spirituale, senza avere cura di contraddirsi. Egli stesso avrebbe dichiarato: “nella mia ricerca della Verità, non mi è mai importato della coerenza”. Inoltre: “se i miei lettori trovano qualsiasi incongruenza nelle mie opinioni, dovrebbero respingere le vecchie e credere nelle nuove, poiché il mio modo di vedere potrebbe essere cambiato”. È invero opinione diffusa che egli certamente non sia nato un santo, o lo sia mai stato, tuttavia trascorse la sua vita cercando di avvicinarsi sempre più a uno stato di santità, attraverso esperimenti di austerità e disciplina. Non a caso scelse per la sua biografia il titolo "I miei esperimenti sulla Verità".
Inoltre, come sottolinea anche il suo biografo Ramachandra Guha, le idee e le visioni politiche della sua giovinezza, riflettevano quelle del periodo storico e della società in cui si formò culturalmente (l'India era un protettorato dell'impero Britannico suddiviso in caste, per giunta egli maturò gli studi e la formazione a Londra, in piena epoca Vittoriana). “Da giovane uomo Gandhi seguiva le idee della sua cultura e del suo tempo. Nei suoi '20 riteneva che gli europei fossero i più civilizzati, che gli indiani lo fossero quasi quanto loro e che gli africani erano incivili", "tuttavia, egli superò il suo razzismo in modo alquanto decisivo, e per la maggior parte della sua vita da personaggio pubblico fu un anti-razzista, predicando la fine delle discriminazioni di tutti i tipi", inclusa la discriminazione di genere; egli infatti era un sostenitore della partecipazione delle donne alla vita politica. 

Come precisa il giornalista Shoaib Daniyal, tale visione semplicistica sulla morale di Gandhi riflette la tendenza degli standard etici moderni a guardare ai personaggi storici o tutto in nero o tutto in bianco. La teoria del razzismo negli anni della sua giovinezza era addirittura contraddistinta dal connotato di scientificità, secondo i canoni dell'epoca. Inoltre, a sostegno della tesi del non confondere il pensiero e l'opera rivoluzionaria con cui il Mahatma è passato alla Storia con le idee immature della sua giovinezza, viene riportato il fatto che Gandhi appoggiò le due guerre britanniche in Sudafrica, la qual cosa gli valse perfino la medaglia Kaiser-e-Hind; eppure non c'è bisogno di rimarcare che in seguito fonderà il movimento per la non-violenza.

## Riconoscimenti

### Candidatura al premio Nobel per la pace
Gandhi non ricevette mai il Premio Nobel per la Pace sebbene fosse stato nominato ben cinque volte tra il 1937 e il 1948. L'omissione fu pubblicamente rimpianta dal comitato del premio Nobel una decina di anni dopo. Quando nel 1988 fu premiato il Dalai Lama, il presidente del comitato disse che questo premio era "in parte un tributo alla memoria del Mahatma Gandhi". Il sito ufficiale del museo dell'associazione Nobel contiene un articolo su questo argomento.

### Dissero di lui
Su Gandhi furono pronunciate e scritte molte parole, dagli epiteti meno nobili alle lodi più commosse. Winston Churchill, ad esempio, lo definì «disgustoso» e «fachiro mezzo spoglio», mentre Albert Einstein disse di lui con ammirazione: «Forse le generazioni a venire crederanno a fatica che un individuo in carne e ossa come questo abbia camminato su questa terra». Paramahansa Yogananda lo elogiò in numerose occasioni, dedicando un intero capitolo della sua Autobiografia di uno Yogi all'incontro col Mahatma.

### Il titolo onorificoMahatma
(Questa frase, pronunciata da Gandhi, entrò nella storia durante la resistenza civile non violenta, per riscattare l'India dal dominio britannico, la quale portò nel 1947 all'indipendenza del paese; in seguito fu impartito a Gandhi l'appellativo di Mahatma.)
L'appellativo mahatma che molti, tra cui il poeta Rabindranath Tagore, associarono a Gandhi, è un termine sanscrito di venerazione il cui significato letterale è "grande anima". Shri Aurobindo Ghosh incoraggiò l'uso di questo appellativo per riferirsi a Gandhi, la cui figura fu venerata anche dalle masse contadine e operaie, coinvolte a partire dal 1927 nella lotta indipendentista.
Gli è stato dedicato un asteroide, 120461 Gandhi.

### Rappresentazioni artistiche

#### Nel cinema

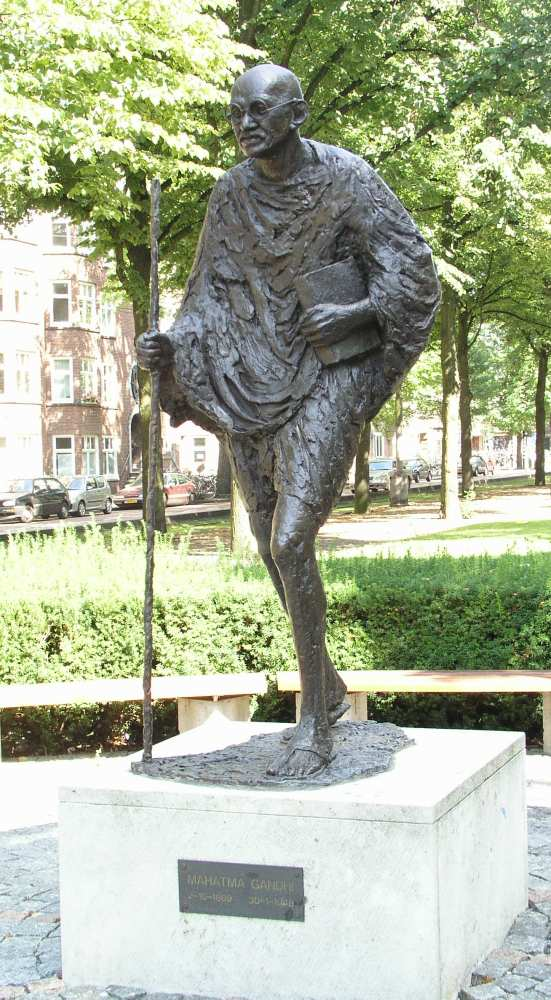
Statua raffigurante il Mahatma Gandhi (Union Square Park, New York)

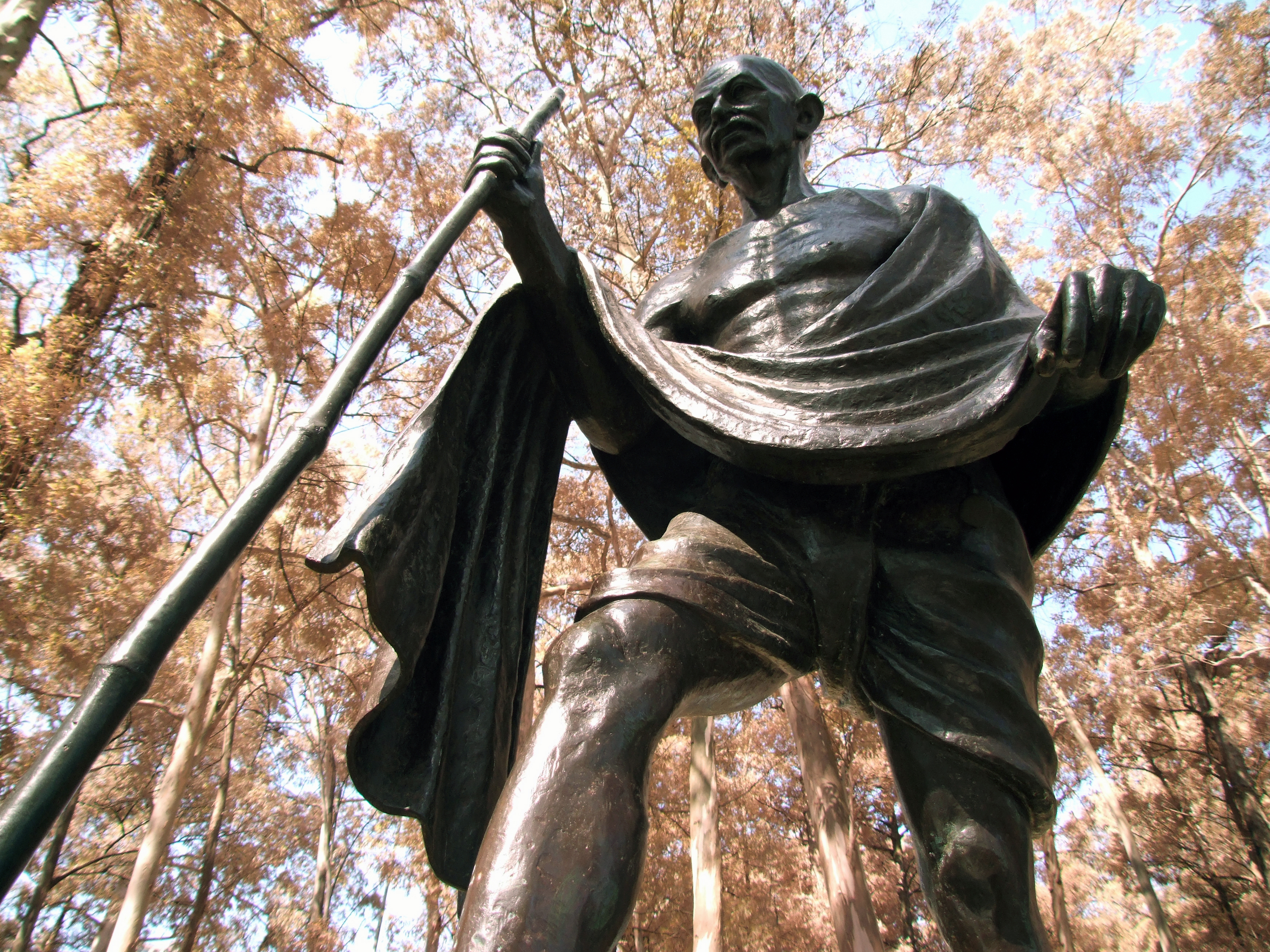
Altra statua raffigurante il Mahatma Gandhi (São Paulo, Brasile). Opera di Gautam Pal.

Un film sulla vita di Gandhi è il pluripremiato Gandhi (1982), vincitore di 8 Premi Oscar, tra cui miglior Film, diretto da Richard Attenborough e interpretato da Ben Kingsley, entrambi premiati con una statuetta (miglior regista e miglior attore).
Un altro film, che parla dei 21 anni di vita di Gandhi in Sudafrica, è The Making of the Mahatma diretto da Shyam Benegal e interpretato da Rajat Kapur.

#### Letteratura
- Nel racconto Le Jour du Jugement Dernier, contenuto nella raccolta Les Mémoires de Satan et autres contes loufoques, di Pierre Cormon, Dio cerca di giudicare Gandhi al Giudizio Universale, ma si rende conto che il personaggio è più complesso di quanto sembri.

#### Statue
Negli Stati Uniti, ci sono statue di Gandhi all'esterno del Ferry Building di San Francisco, nell'Union Square Park di New York e vicino all'ambasciata indiana nel distretto di Dupont Circle a Washington.
Nel Regno Unito, ci sono molte statue di Gandhi, in particolare nei giardini Tavistock a Londra, vicino all'University College di Londra dove Gandhi studiò legge, e, dopo il 14 marzo di 2015, in Parliament Square, davanti al Palazzo di Westminster.
In Italia sono da segnalare le statue dedicate al Mahatma nella città di Genova presso il quartiere del Porto Antico, a Catania presso Piazza Gandhi come dono del governo indiano, nel Parco Virgiliano di Napoli e il busto nella Piazza Cavour di Torino. A Vicenza lungo il parco di Campo Marzo si trova un busto di Gandhi, opera di uno scultore di Nuova Delhi, collocato nel 2010.
In Francia, al Museo Grévin (il museo delle cere di Parigi), si trova la statua di cera di Gandhi.
Una statua si trova anche lungo un viale alberato (curiosamente in via Churchill) di Amsterdam; un'altra ("Estátua de Gandhi") si trova a Rio de Janeiro, in Brasile.
Sul lungomare di Pondicherry, Tamil Nadu (India), si trova un grande monumento con una statua di Gandhi.

### Commemorazioni
In vista del 150º anniversario della nascita del Mahatma previsto il 2 ottobre 2019, il 2 ottobre 2014 il premier indiano Narendra Modi lanciò il Swachh Bharat Abhiyan (SBA) o Clean India Mission, un progetto governativo per la costruzione e installazione di 100 milioni di servizi igienici nell'India rurale - a disposizione delle famiglie o delle comunità - ad un costo di 1,96 milioni di rupie (equivalenti a 28 miliardi di dollari), al fine di eliminare il grave problema igienico-sanitario della defecazione all'aria aperta e della contaminazione delle acque potabili, che al 2015 interessava oltre 600 milioni di persone. Il progetto ha visto l'impegno di tre milioni di impiegati governativi e studenti provenienti da tutte le parti dell'India e distribuiti in 4 043 città, centri minori e comunità rurali, per conseguire il sesto obiettivo di sviluppo sostenibile dell'agenda ONU.
Modi chiamò la campagna Satyagrah se Swachhagrah in riferimento al Champaran Satyagraha, la prima rivolta antibritannica dei coltivatori di indaco indiano, che fu lanciata da Gandhi il 10 aprile 1916.
Le aree rurali furono di competenza del Ministero delle Acque Potabili e della Sanità, mentre i centri urbani furono assegnati alla competenza del Ministro delle Politiche Abitative e degli Affari Urbani.

## Edizioni italiane degli scritti e dei discorsi di Gandhi
- Guida alla salute ed altri saggi morali e sociali, Roma, Istituto Italiano di Igiene, Previdenza ed Assistenza Sociale, 1925; Roma, Istituto italiano di medicina sociale, 1983; Roma, Archeosofica, 1988; Roma, Datanews, 2001. ISBN 88-7981-178-9.
- Il tormento dell'India. Unica traduzione italiana, Napoli, Tirrena, 1930.
- Mahatma Gandhi. Autobiografia, Milano, Treves, 1931.
- Guida alla salute e alla sessualità. Insegnamenti per gli indiani e per gli occidentali perché ritrovino la salute e il benessere nella vita sessuale, Torino, Edizioni Grande opera, 1950.
- Pensieri, Vicenza, La locusta, 1960.
- Antiche come le montagne. La vita e il pensiero di M. K. Gandhi attraverso i suoi scritti, Milano, Edizioni di Comunità, 1963.
- Le parole di Gandhi, Milano, Longanesi, 1963.
- La forza della non-violenza, Bologna, Editrice Missionaria Italiana, 1969.
- La mia vita per la libertà, Roma, Newton Compton italiana, 1973.
- Teoria e pratica della non-violenza, Torino, Einaudi, 1973; 1996. ISBN 88-06-14085-X.
- Il coraggio della non-violenza, Torino, Gribaudi, 1975.
- Ogni giorno un pensiero, Bologna, Editrice Missionaria Italiana, 1975.
- Tu non ucciderai. Testi non violenti, con Lev Nikolaevič Tolstoj e Martin Luther King, Alba, Edizioni Paoline, 1975.
- Gandhi ai giovani, Bologna, Editrice Missionaria Italiana, 1976.
- L'arte di vivere, Bologna, Editrice Missionaria Italiana, 1977.
- Gandhi ci parla di Gesù, Bologna, Editrice Missionaria Italiana, 1980.
- Villaggio e autonomia. La nonviolenza come potere del popolo, Firenze, Libreria Editrice Fiorentina, 1982.
- Mohan Mālā. Una pagina al giorno scelta da R. K. Prabhu, Firenze, Libreria Editrice Fiorentina, 1983.
- Civilta occidentale e rinascita dell'India. La nonviolenza come liberazione individuale e collettiva, Perugia, Edizioni del Movimento Nonviolento, 1984.
- La cura della natura, Firenze, Libreria Editrice Fiorentina, 1984.
- Gandhi commenta la Bhagavad Gita. Una grande opera spiegata da un grande maestro. Conversazioni tenute dal Mahātmā in India, presso l'Ashram Satyagraha di Ahmedabad, dal 24 febbraio al 27 novembre 1926, Roma, Edizioni Mediterranee, 1988.
- Tempio di verità, Palermo, Sellerio, 1988.
- Vivere per servire, Bologna, Editrice Missionaria Italiana, 1989. ISBN 88-307-0214-5.
- La forza della verità. Scritti etici e politici, Torino, Edizioni Sonda, 1991. ISBN 88-7106-043-1.
- Frammenti di un'amicizia senza confini. Gandhi e sorella Maria, Campello sul Clitunno, Eremo di Campello sul Clitunno, 1991.
- Gandhi parla di se stesso, Bologna, Editrice Missionaria Italiana, 1991. ISBN 88-307-0332-X.
- La voce della verità, Roma, Grandi tascabili economici Newton, 1991.
- Il mio credo, il mio pensiero, Roma, Grandi tascabili economici Newton, 1992.
- Sulla violenza, Milano, Linea d'ombra, 1992. ISBN 88-09-00752-2.
- Buddismo, cristianesimo, islamismo. Le mie considerazioni, Roma, Tascabili economici Newton, 1993. ISBN 88-7983-259-X.
- Aforismi e pensieri, Roma, Newton Compton, 1995. ISBN 88-7983-841-5.
- L'induismo, Roma, Grandi tascabili economici Newton, 1995. ISBN 88-7983-944-6.
- Parole di pace, Brescia, Queriniana, 1995. ISBN 88-399-1513-3.
- I valori della vita. Massime spirituali, Milano, Gribaudi, 1995. ISBN 88-7152-378-4.
- Gandhi. Il santo e lo statista. Testi tratti dai suoi discorsi e scritti, Valstagna, Istituto di Pedagogia Acquariana, 1996. ISBN 88-86663-01-3.
- Il libro della saggezza, Roma, Newton & Compton, 1997. ISBN 88-8183-699-8.
- Una grande anima. Pensieri spirituali per la vita concreta, Como, Red, 1998. ISBN 88-7031-921-0.
- Breviario, Santarcangelo di Romagna, Rusconi libri, 1999. ISBN 88-18-36120-1.
- Precetti e insegnamenti del mahatma Gandhi, Milano, A. Mondadori, 2000. ISBN 88-04-47355-X.
- La resistenza non violenta, Roma, Newton & Compton, 2000. ISBN 88-8289-360-X.
- Perle del Mahatma Gandhi, Cantalupa, Effatà, 2001. ISBN 88-86617-77-1.
- Chi segue il cammino della verità non inciampa. Parole a un amico, Cinisello Balsamo, San Paolo, 2002. ISBN 88-215-4680-2.
- Per la pace. Aforismi, Milano, Feltrinelli, 2002. ISBN 88-07-81677-6.
- Una guerra senza violenza. La nascita della nonviolenza moderna, Firenze, Libreria Editrice Fiorentina, 2005. ISBN 88-89264-54-3.
- In cammino verso Dio, Milano, Oscar Mondadori, 2006. ISBN 88-04-55969-1.
- Pace. Parole di pace, verità e non-violenza, Legnano, EdiCart, 2007. ISBN 978-88-474-3636-7.
- Pensieri sulla vita, Siena, Barbera, 2007. ISBN 88-7899-148-1.
- La prova del fuoco. Nonviolenza e vita animale, Foggia, Edizione del Rosone, 2007. ISBN 978-88-87514-20-9.
- Gandhi. [Pensieri sulla civiltà moderna, la religione, la nonviolenza], Milano, Red, 2008. ISBN 978-88-7447-851-4.
- Le grandi religioni. Induismo, buddismo, cristianesimo, islamismo, Roma, Grandi tascabili economici Newton, 2009. ISBN 978-88-541-1289-6.
- Vi spiego i mali della civiltà moderna. Hind Swaraj, Pisa, Gandhi edizioni, 2009. ISBN 978-88-7500-023-3.

In lingua inglese l'opera omnia di Gandhi (1884-1948) è stata ordinata e raccolta in The collected works of Mahatma Gandhi, 100 voll., Nuova Delhi, The Publications division, Ministry of information and broadcasting, Government of India, 2000-2001.